# Panzhihua
Panzhihua (en xinès:攀枝花市, pinyin: Pānzhīhūa shì) és una ciutat-prefectura a la província de Sichuan, República Popular de la Xina. Situada en la confluència dels rius Jinsha i Yalong, afluents del Yangtsé. Es troba a una distància aproximada de 600 quilòmetres de la capital provincial, Chengdu.
Limita al nord amb Liangshan, al sud amb Txuxiong, a l'oest amb Liangshan Yi i a l'est amb Zhaotong. La seva àrea és de 7440 km² i la seva població és d'1,2 milions d'habitants.

## Administració
La ciutat prefectura de Panzhihua es divideix administrativament en 3 districtes i 2 comtats:
- Districte Dong 东区
- Districte Xi 西区
- Districte Renhe 仁和区
- Comtat Miyi 米易县
- Comtat Yanbian 盐边县

## Economia
Tot i tenir un gran nombre de recursos naturals, no es van aprofitar fins als anys 1960, quan l'any 1966 es va crear un centre de producció d'acer.

## Connexions
Panzhihua està comunicada amb les ciutats de Chengdu i Kunming per ferrocarril.

## Clima
La zona té un clima subtropical.